# Вітковська Людмила Владиславівна
Вітковська (Неміро) Людмила Владиславівна (23 січня 1950, Нові Млини) — українська мисткиня. Членкиня Національної Спілки майстрів народного мистецтва України (1991), лауреатка премії імені Петра Верни (2007), Заслужений майстер народної творчості України (2009), лауреатка Всеукраїнської премії імені Данила Щербаківського (2017).

## Біографія
Народилась 23 січня 1950 року в селі Нові Млини  Чернігівської області в сім'ї лікаря.
За фахом бібліотекар, закінчила Херсонське культурно-освітнє училище (1973). Працює у сфері українського народного декоративного розпису і малярства з 70-х років, авторка відродження декоративного розпису Таврії. Засновниця і керівниця дитячих студій: народної «Чонгар-сад» у Чонгарі Генічеського району на Херсонщині (1974–1987); «Червона калина» при Лишнянській загальноосвітній школі (1987–1997); «Барви Здвижа» при Макарівському районному центрі творчості дітей та юнацтва на Київщині (1997–2006).

## Творчість
Учасниця щорічних всеукраїнських виставок народного мистецтва, культурної програми ХХІІ літніх Олімпійських Ігор у Москві, першого фестивалю «Київщина туристична-2012». Персональні виставки в Україні і за кордоном. Твори художниці зберігаються в музеях та приватних колекціях України (Київ, Канів, Херсон, Вінниця, Запоріжжя, Батурин, Чигирин, с. Чонгар на Херсонщині, смт Макарів на Київщині) та за кордоном (Болгарія, Бельгія, Ватикан, Грузія, Голландія, Італія, Іспанія, Канада, Німеччина, Польща, Португалія, Росія, США, Фінляндія, Франція, Швейцарія, Японія). Відомі твори: «Квітка Таврії» (1974), «Мамина квітка» (1975), «Ой на горі огонь горить» (1987), «Люба розмова» (1997), «Весняний вечір» (2008), «Ой, червона річка…» (2008), «Батуринський козак» (2008).
Нині народна майстриня на пенсії, живе під Києвом у селищі Глеваха.